# Schizostachyum caudatum
Schizostachyum caudatum là một loài thực vật có hoa trong họ Hòa thảo. Loài này được Backer ex K.Heyne miêu tả khoa học đầu tiên năm 1928.